# Jean La Sabatie
Jean La Sabatie dit Andrieux, né le 15 avril 1742 à Gasques (Tarn-et-Garonne), mort le 1er mars 1811, est un général de brigade de la Révolution française.

## États de service
Le 18 août 1791, il rejoint le 2e bataillon de volontaires de la Moselle en qualité de capitaine commandant la 7e compagnie. Il sert à l’armée de la Moselle en 1792 et 1793, puis cette dernière année, il est élu lieutenant-colonel en second dans son bataillon.
Le 8 septembre 1793, il participe à la Bataille de Hondschoote, et il est promu général de brigade provisoire le 25 septembre suivant. Il est blessé le 30 novembre 1793, à la bataille de Kaiserslautern, et le 18 avril 1795, il est chargé du commandement temporaire de la 3e et de la 4e division militaire.
Le 13 juin 1795, il ne figure pas dans la réorganisation des états-majors, et il est réformé le 24 août 1798.
Il meurt le 1er mars 1811.

## Sources
- (en) « Generals Who Served in the French Army during the Period 1789 - 1814: Eberle to Exelmans »
- (pl) « Napoléon.org.pl »
- Commandant G. Dumont, Bataillons de volontaires nationaux, (cadres et historiques), Paris, Lavauzelle, 1914, p. 226.
- Georges Six, Dictionnaire biographique des généraux & amiraux français de la Révolution et de l'Empire (1792-1814) Paris : Librairie G. Saffroy, 1934, 2 vol.